# Тоні (Вісконсин)
Тоні (англ. Tony) — селище (англ. village) в США, в окрузі Раск штату Вісконсин. Населення — 105 осіб (2020).

## Географія
Тоні розташоване за координатами 45°28′49″ пн. ш. 90°59′50″ зх. д. / 45.48028° пн. ш. 90.99722° зх. д. (45.480315, -90.997158).  За даними Бюро перепису населення США в 2010 році селище мало площу 5,24 км², уся площа — суходіл.

## Демографія
Згідно з переписом 2010 року, у селищі мешкало 113 осіб у 47 домогосподарствах у складі 29 родин. Густота населення становила 22 особи/км².  Було 52 помешкання (10/км²).
Расовий склад населення:
| - 92,0 % — білих - 6,2 % — чорних або афроамериканців - 0,9 % — корінних американців |

До двох чи більше рас належало 0,0 %. Частка іспаномовних становила 0,9 % від усіх жителів.
За віковим діапазоном населення розподілялося таким чином: 24,8 % — особи молодші 18 років, 51,3 % — особи у віці 18—64 років, 23,9 % — особи у віці 65 років та старші. Медіана віку мешканця становила 42,8 року. На 100 осіб жіночої статі у селищі припадало 98,2 чоловіків;  на 100 жінок у віці від 18 років та старших — 117,9 чоловіків також старших 18 років.
Середній дохід на одне домашнє господарство  становив 43 615 доларів США (медіана — 36 058), а середній дохід на одну сім'ю — 43 472 долари (медіана — 36 250). За межею бідності перебувало 13,6 % осіб, у тому числі 0,0 % дітей у віці до 18 років та 24,3 % осіб у віці 65 років та старших.
Цивільне працевлаштоване населення становило 35 осіб. Основні галузі зайнятості: виробництво — 34,3 %, освіта, охорона здоров'я та соціальна допомога — 31,4 %, роздрібна торгівля — 20,0 %.